# الکساندر تام
الکساندر تام (انگلیسی: Alexander Thom؛ ‏ ۱ ژانویهٔ ۱۸۰۱ – ۱ ژانویهٔ ۱۸۷۹) نویسنده، ناشر و پایه‌گذار اسکاتلندی «سالنامهٔ ایرلند تام» بود.
در سال ۱۸۴۴ تام اثر مشهور خود «سالنامه و دفترچه راهنمای رسمی ایرلند» را پایه‌گذاری کرد که در زمان خود پیشرو محسوب می‌شد و آمار مربوط به ایرلند را در بر می‌گرفت. تام بیش از ۳۰ سال برنشر این سالنامه و کتاب مرجع نظارت داشت و حق چاپ آن را در سال ۱۸۷۶ به دامادش فردریک پیلکینگتون واگذار کرد. «فهرست راهنمای تام» هر سال تجدید نظر می‌شد تا آنکه در سال ۱۹۶۰ به «فهرست راهنمای دابلین استریت تام» و «فهرست راهنمای تجاری تام» تقسیم شد که در سال‌های متناوب تا سال ۲۰۱۲ منتشر می‌شد. جیمز جویس هنگام نگارش اولیس به‌شدت به نسخه ۱۹۰۴ این کتاب سالنامه و کتاب مرجع متکی بوده است.